# Awa Ouattara (haltérophilie)
Pour les articles homonymes, voir Awa Ouattara et Ouattara.
Awa Ouattara est une haltérophile handisport ivoirienne. Elle concourt dans la catégorie des moins de 55 kg Dames.

## Biographie

### Origine
Ouattara Awa est née en Côte d'Ivoire avec un handicap moteur.

### Carrière sportive
Awa concourt dans la catégorie des moins de 55 kg Dames. En 2021, elle participe aux Championnats du monde de Para-Haltérophilie à Tbilissi (en Géorgie). Elle termine à la neuvième place en finale.